# Xã Delaware, Quận Defiance, Ohio
Xã Delaware (tiếng Anh: Delaware Township) là một xã thuộc quận Defiance, tiểu bang Ohio, Hoa Kỳ. Năm 2010, dân số của xã này là 2.134 người.